# Fascination (Star Trek: Deep Space Nine)
"Fascination" és el desè episodi de la tercera temporada de la sèrie de televisió de ciència-ficció estatunidenca Star Trek: Deep Space Nine, el 56è de tota la sèrie. Originalment es van emetre en redifusió a partir del 28 de novembre de 1994. L'obra televisiva va ser escrita per Philip Lazebnik amb una història d'Ira Steven Behr i James Crocker; Avery Brooks dirigeix i també interpreta Sisko.
Ambientada al segle XXIV, la sèrie segueix les aventures a Espai Profund 9, una estació espacial situada prop d'un forat de cuc estable entre els Quadrants Alfa i Gamma de la Via Làctia, prop del planeta Bajor, mentre els bajorans es recuperen d'una brutal ocupació de dècades pels imperialistes cardassians. En aquest episodi, els residents de Espai Profund 9 s'enamoren sobtadament els uns dels altres durant una visita de l'ambaixadora Lwaxana Troi, interpretada per l'estrella convidada Majel Barrett. Està basada molt lliurement en l'obra de Shakespeare El somni d'una nit d'estiu de Shakespeare.:88

## Argument
La tripulació d’Espai Profund 9 es prepara per al Festival de Gratitud Bajorana. Mentre la  Major Kira es prepara per dur a terme la cerimònia d'obertura, es distreu amb l'arribada del seu xicot, Vedek Bareil. Mentrestant, Miles O'Brien dóna la benvinguda a la seva dona Keiko de tornada a l'estació durant un descans de la seva feina de recerca a Bajor.
Lwaxana Troi arriba i comença a buscar Odo, afirmant haver desenvolupat sentiments per ell des de l'última vegada que va ser a bord de l'estació. A mesura que el festival comença, Lwaxana pateix estranys mals de cap que van i vénen. Cada vegada que en té un, la gent que l'envolta sembla momentàniament desorientada i després experimenta luxúria per un altre company de feina, amic o conegut. Entre els afectats hi ha Jake Sisko, que professa el seu amor per la Major Kira; Vedek Bareil, que persegueix Jadzia Dax; i la mateixa Dax intenta seduir el comandant de l'estació Benjamin Sisko. La Major Kira i Julian Bashir semblen ser les úniques persones que es veuen afectades de tal manera que la seva luxúria és corresposta.
Mentrestant, Keiko li diu a Miles que la seva feina a Bajor s'ha ampliat i durarà set mesos més. Miles li demana que es quedi a Espai Profund 9, lamentant-se d'haver-la ajudat a trobar la feina en primer lloc. Ofesa, Keiko se'n va i torna a les seves estances. Miles, contrit, la segueix a casa; es disculpa i s'ofereix a renunciar a la seva feina si cal i viure amb Keiko on ella prefereixi. Els dos es reconcilien en una festa organitzada pel comandant Sisko aquella nit.
A la festa, en Dax s'enfada perquè l'atenció d'en Bareil la distreu de la seva persecució del comandant Sisko i, com a resultat, li dóna un cop de puny. Quan Quark arriba amb el càtering i es troba amb Lwaxana, que té un altre mal de cap, també es veu afectat, agafa Keiko i insisteix que sigui el seu amor. Tothom s'adona llavors que Lwaxana, un Betazoide telepàtic, els està afectant d'alguna manera.
Bashir li cura la febre Zanthi, una malaltia que li fa projectar els seus impulsos amorosos sobre les persones que l'envolten. Anuncia que tothom hauria de tornar a la normalitat aviat. Mentrestant, els dos que són parella, els O'Brien, s'han reconciliat i tornen a gaudir de la companyia mútua.

## Actors convidats
- Majel Barrett - Lwaxana Troi
- Philip Anglim - Bareil
- Rosalind Chao - Keiko

## Producció

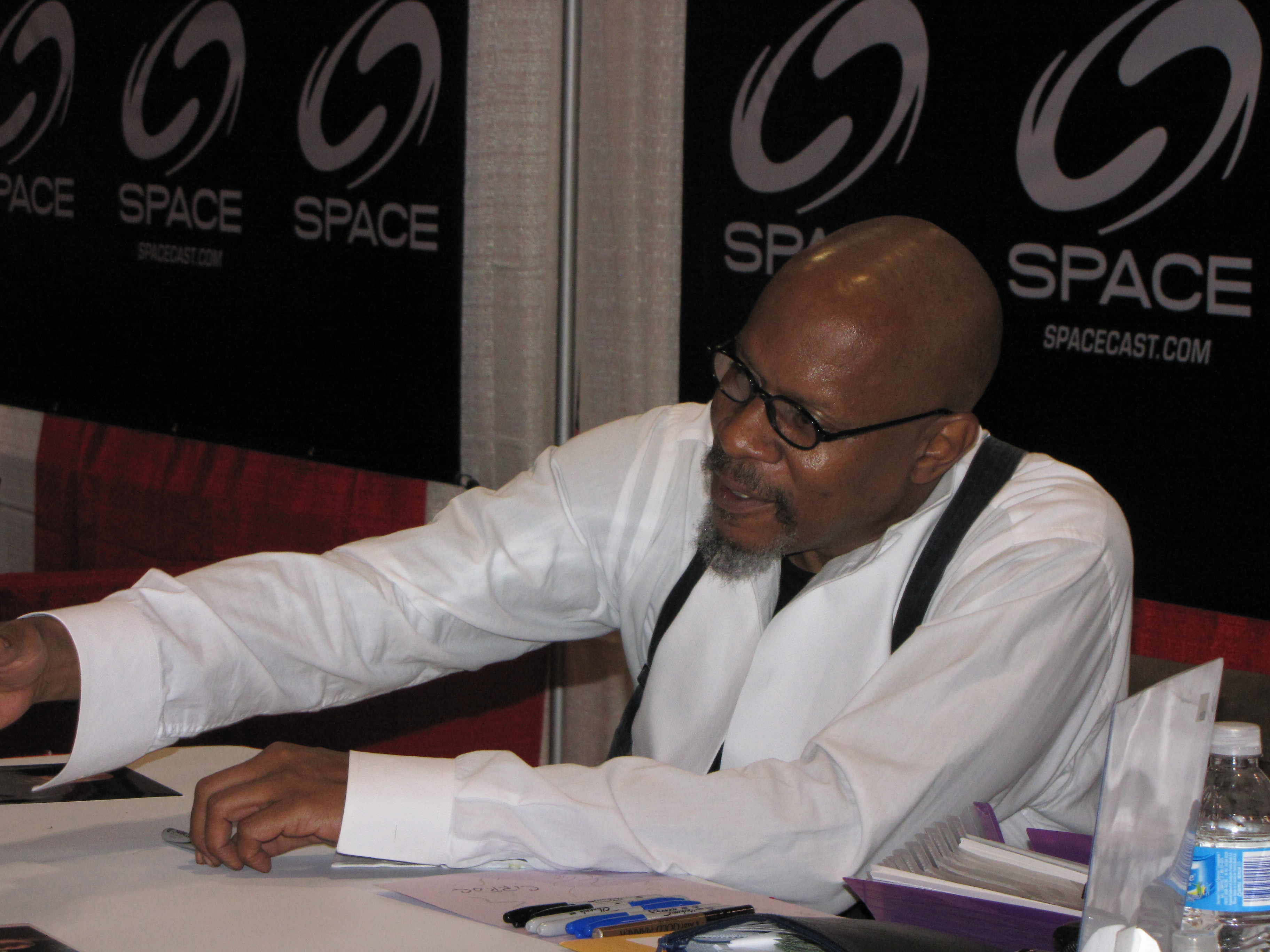
Brooks dirigeix i interpreta Sisko

Aquest episodi va ser dirigit per Avery Brooks, que també va interpretar Sisko. La trama televisiva va ser escrita per Philip Lazebnik amb una història d'Ira Steven Behr i James Crocker.
La història de l'episodi es va inspirar en l'obra de Shakespeare El somni d'una nit d'estiu.:88 L'equip de guionistes va veure l'adaptació cinematogràfica de 1935 dEl somni d'una nit d'estiu per ajudar a preparar aquest episodi. Va sorgir del desig de l'equip de producció de narrar una història alegre abans del densa doble episodi Past Tense.
L'episodi presenta diversos personatges recurrents, incloent-hi Majel Barrett com a Lwaxana, Rosalind Chao com a Keiko, i Philip Anglim com a Bareil.

## Relació amb altres episodis
Aquesta és la segona de les tres trobades d'Odo i Lwaxana Troi. També visita els episodis "The Forsaken" i "The Muse." El personatge Lwaxana Troi ja es va introduir a la sèrie Star Trek: La nova generació (1987-1994), en la qual va aparèixer en sis episodis, com a mare del personatge habitual d'aquesta sèrie Deanna Troi.

## Recepció
El 2018, SyFy va incloure aquest episodi a la seva guia de marató de sèries centrada en el personatge Jadzia Dax.
El 2019, ScreenRant va classificar aquest episodi com un dels deu pitjors episodis de Star Trek: Deep Space Nine.
El 2019, Tor.com va assenyalar això com a "essencial" per al personatge d'Odo, comentant la vulnerabilitat emocional que mostra en la seva interacció amb Lwaxana. Keith DeCandido, en una ressenya de l'episodi per a Tor.com el 2013, li va donar una puntuació de 3 sobre 10, qualificant-lo d'"un episodi horrible". El va trobar ben dirigit i interpretat, però la història en si era terrible. DeCandido va trobar la trama principal fluixa, ja que Lwaxana Troi es malgasta aquí només com a vehicle per a unes rialles. DeCandido va trobar la subtrama que envolta la disputa dels O'Brien creïble, però de vegades força desagradable a causa de la gelosia exagerada de Miles O'Brien.

## Llançaments
El 3 d'agost de 1999, aquest episodi i "Defiant" es van publicar a LaserDisc als Estats Units.
L'episodi es va publicar el 3 de juny de 2003 a Amèrica del Nord com a part de la caixa recopilatòria DVD de la temporada 3. Aquest episodi es va publicar el 2017 en DVD amb la sèrie completa de 48 discs en caixa recopilatòria, que tenia 176 episodis i reportatges addicionals.